# Ladislav Dolanský
Ladislav Dolanský (28. listopadu 1857 Mladá Boleslav – 17. července 1910 Plzeň) byl český středoškolský profesor, filolog a hudební kritik. Vyučoval na reálce v Karlíně (1879–1904) a v Plzni (ředitel od r. 1904). Věnoval se fonetice a staročeské literatuře. Účastnil se pražského hudebního dění jako kulturní referent několika časopisů, redaktor Dalibora, funkcionář Umělecké besedy a propagátor díla Bedřicha Smetany (mj. jako první zveřejnil části jeho deníků a některé méně známé skladby). Roku 1899 interpretoval nejasnou pasáž Rukopisu zelenohorského jako Hanka fecit, což bylo do r. 1911 nekriticky přijímáno za definitivní důkaz Hankova autorství. Používal také pseudonym Ladislav Horský.

## Život

### Studium a zaměstnání
Narodil se 28. listopadu 1857 v Mladé Boleslavi jako syn soudního úředníka. Vystudoval akademické gymnázium a univerzitu v Praze. V letech 1876–78 navštěvoval s velkým zájmem varhanickou školu a získal s vyznamenáním aprobaci pro varhaníka i ředitele kůru.
Roku 1879 získal místo učitele na reálce v Karlíně. V roce 1885 povýšil ze suplenta na profesora a o tři roky později byl potvrzen definitivně. Na konci června 1904 byl jmenován ředitelem reálky v Plzni. Byl oblíbený u profesorů, žáků i veřejnosti.
Zemřel 17. července 1910 v plzeňské veřejné nemocnici na rakovinu jater, po dlouhé nemoci. Pohřben byl za účasti starosty Václava Petáka, pedagogů, studentů a mnoha dalších občanů Plzně.

### Veřejná činnost
Aktivně se zapojil do pražského kulturního dění. Roku 1877 je uváděn jako člen pohádkové komise – literárního odboru řečnického spolku Slavia, v roce 1883 byl zvolen do výboru měšťanské besedy v Karlíně. Jinak se zaměřil převážně na hudbu. Od roku 1880 působil jako hudební referent Českých novin a brzy si získal věhlas jako kritik, takže jeho referáty otiskovaly i Národní listy a další periodika (viz též sekci Dílo). Během oslav dvaceti let Umělecké besedy vzdal v roli jednatele hudebního odboru hold české žurnalistice za podporu umění. V červnu 1886 organizoval hudební odbor na sjezdu profesorů středních škol. Roku 1888 byl zvolen jednatelem správního výboru Umělecké besedy. V roce 1899 jako člen „družstva ctitelů Smetanových“ vyzýval veřejnost k nákupu klavírních výtahů skladatelových oper, vydávaných Uměleckou besedou. Byl také funkcionářem České jednoty pro orchestrální hudbu (1902) a zasedal ve výboru prvního českého hudebního festivalu v Praze (1903). Měl rovněž zásluhy o pořádání populárních koncertů v Praze a ustavení České filharmonie.
Po přestěhování do Plzně se v místním hudebním životě příliš neangažoval, byť např. v lednu 1905 přednášel pro tamní Spolek přátel literatury a vědy o Mozartovi. Vstoupil ale do komunální politiky. 24. února 1906 úspěšně kandidoval v obecních volbách za Český národní klub. V zastupitelstvu například referoval o návrhu na zřízení funkce školního lékaře a kriticky se vyjádřil k repertoáru městského divadla. V lednu 1910 byl zvolen do školské komise.
Zemřel v červenci 1910 a byl pohřben na Ústředním hřbitově v Plzni.

## Dílo

### Shrnutí
Dolanský byl slovanský filolog, znalec staré češtiny a staročeského písemnictví a především hudební kritik. Byl jedním z prvních fonetiků. Svou kritiku se snažil stavět na vědecký základ, používal historické a estetické argumenty. Společně s V. V. Zeleným a Karlem Teige patřil k mladé generaci příznivců a propagátorů Bedřicha Smetany, k nimž se řadil i starší Otakar Hostinský. Vděčíme mu za uspořádání skladatelovy pozůstalosti a zveřejnění některých jeho prací, které do té doby byly jen v soukromých sbírkách. Obohatil tak poznání například o informace z jeho mládí. V menší míře se věnoval i Vilému Blodkovi, překládal libreta a komponoval drobné klavírní skladby (např. Ze života malé žákyně). Několik let redigoval hudební časopis Dalibor a přispíval do dalších periodik. Jiné Dolanského texty se věnují jazyku a starší české literatuře, např. výslovnosti hlásek i, y a r nebo Dalimilově kronice. Velký ohlas měl jeho „nález“ domnělého přípisu Hanka fecit na Rukopise zelenohorském. Některé práce podepsal pseudonymem Ladislav Horský.

### Vybrané knižně vydané práce
Vlastní:
- Staročeské zlomky legend o Pilátu a o seslání Ducha sv. (1889)
- O prvních čtyřech verších kroniky Dalimilovy (cca 1890)
- Hanka fecit (1899)
- Ladislava Dolanského hudební paměti (posmrtně 1918). Pracoval na nich počátkem roku 1910[30] a části z nich v té době představil jeden z jeho kolegů veřejnosti formou přednášky.[31] Knižně vyšly až po několika letech zásluhou Zdeňka Nejedlého.

Překlady:
- Sofoklés: Antigona (1889), sborové zpěvy
- Joseph Victor Widmann: Zkrocení zlé ženy (1890), komická opera podle Shakespeara, hudba Hermann Goetz
- Robert Reinick: V temnu jen se pravda jeví (nedatováno), píseň, složil Jindřich Kàan z Albestů
- Demetrius Hornicke: Amaranta (1890), opera, hudba Hanuš Trneček

Hudebniny:
- Ze života malé žákyně (nedatováno), čtyři krátké klavírní skladby
- Písně: zpěv a klavír (posmrtně 1956)

Přispíval do Ottova slovníku naučného pod značkou Dý.

### Vybrané články v časopisech
- Přátelský večer (1882), soubor projevů hudebních kritiků, zpěváků i skladatele při oslavě stého představení Prodané nevěsty (Dalibor 10.05. a 20.05.1882)
- Bedřich Smetana (1884), krátký nekrolog v časopise Ruch (reprint Dalibor 30.04.1909)
- Bedřich Smetana v letech 1840–1847 (Naše doba, roč. 10 (1902-1903), č. 1–12, s. 241 a násl.), výběr ze skladatelových deníků, zapůjčených ze soukromé sbírky
- Z hudební pozůstalosti B. Smetany (1909) (Dalibor 30.04.1909)
- Otakar Hostinský (1910) (Dalibor 22.01.1910), výtah z tehdy ještě nevydaných Hudebních vzpomínek

### Hanka fecit
Badatele Rukopisu zelenohorského dlouho mátla jistá změť červeně provedených čar. Dolanský tuto záhadu vysvětlil v Listech filologických (1899, sešit 6, online) jako graficky zašifrovaný nápis V. Hanka fecit. S jeho názorem se ztotožnil např. Josef Hanuš, který v Ottově slovníku naučném (1908) i v pozdější studii (1911) dovozoval, že tento utajený vzkaz zanechal na dokumentu Hankův spolupracovník Josef Linda. Kulturní veřejnost došla k závěru, že tím je otázka autorství definitivně vyřešena. Roku 1911 nicméně tento závěr vyvrátil slovinský jazykovědec M. Žunkovič, čímž dodal nové argumenty zastáncům pravosti. Někteří se v této souvislosti pozastavovali nad povrchností účastníků rukopisných sporů, kteří nekriticky přijímali předkládaná fakta a nepokoušeli se je vůbec ověřit. Tým Miroslava Ivanova na tom místě r. 1969 vyluštil nápis „Psalmus VI. D“ (Žalm VI. Davidův).

## Rodina
14. května 1894 se v karlínském kostele oženil s 21letou Annou Nolčovou (1873–??), dcerou velkostatkáře z Horních Počernic.
- Syn Jaromír Dolanský[43] (1895–1973) byl komunistický politik, vězeň nacistického režimu a poválečný ministr (1946–1963).
- Měli ještě dceru Marii (1896–??), syna Ladislava (1897–??) a dceru Ludmilu (1899–??).[44]